# Everyone I Have Ever Slept With 1963–1995

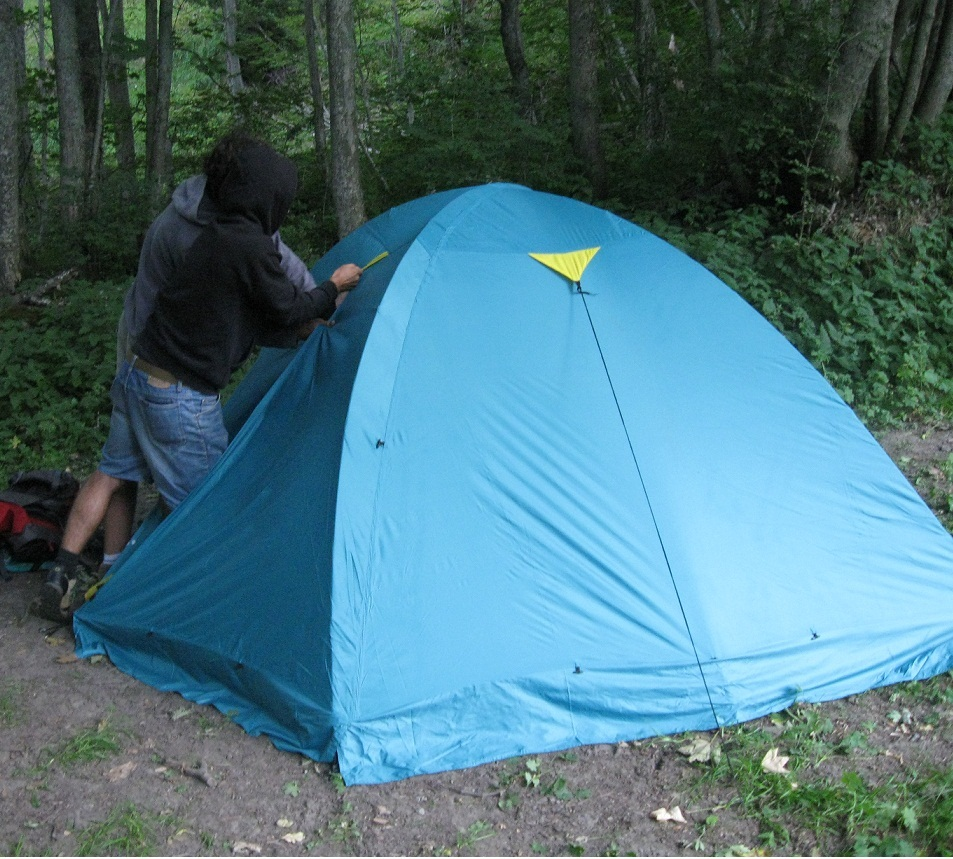
Namiot zbliżony wyglądem do zastosowanego w instalacji

Everyone I Have Ever Slept With 1963–1995 (pl. Wszyscy, z którymi spałam 1963–1995) – instalacja brytyjskiej autorki, Tracey Emin.
Ma formę wysokiego na dwa metry, niebieskiego namiotu (obiekt readymade, kupiony w sklepie), z oświetlonym wnętrzem, w którym wyszyte są 102 nazwiska osób, z którymi Emin spała. Choć dwuznaczność tytułu instalacji może sugerować, że chodzi o relację erotyczną, w namiocie, oprócz nazwisk kochanków artystki, znalazły się również personalia osób, z którymi wspólnie spała w sposób dosłowny – jej babci, brata bliźniaka, pluszowego misia, starych znajomych oraz dwóch płodów, które poddała aborcji (wzmiankowane są jako Płód I i Płód II). Każde nazwisko zostało wyszyte na kawałku materiału, który następnie Emin przyszyła do namiotu. Zastosowanie techniki haftu, tradycyjnie kojarzonej jako „kobieca” i ceniona nisko, stanowi wyzwanie wobec sztuki „wysokiej” oraz może być odebrane jako apoteoza kobiecego rzemiosła (choć sama artystka twierdzi, że użyła tej techniki, bo po prostu potrafi sprawnie szyć oraz ponieważ podoba jej się skromność tej czynności i nie miała zamiaru dokonywać żadnej feministycznej deklaracji).
Everyone I Have Slept With zostało przygotowane na zbiorową wystawę „Minky Manky”, która prezentowana była w South London Gallery od 12 kwietnia do 14 maja 1995 roku. Carl Freedman, kurator wystawy i ówczesny chłopak Emin, powiedział artystce, że może wystawić coś na wystawie, ale tylko jeśli będzie to miało duże rozmiary, ponieważ wśród wystawionych dzieł potrzeba czegoś takiego. Choć Emin wcześniej tworzyła niewielkie dzieła, zdecydowała się na dużą instalację w formie namiotu.
Ponownie instalacja została wystawiona w 1997 roku jako część wystawy Sensation w Royal Academy of Arts.
Zakupem dzieła zainteresowany był Charles Saatchi, jednak Emin odmówiła sprzedaży, ze względu na jego powiązania z Margaret Thatcher i namiot sprzedała prywatnemu dealerowi sztuki, Ericowi Franckowi za 12 000 funtów brytyjskich. Saatchi odkupił jednak instalację od niego za 40 000 funtów i włączył ją do swojej kolekcji.
Instalacja uległa zniszczeniu w 2004 roku w pożarze, jaki wybuchł w magazynach przedsiębiorstwa Momart, specjalizującego się w przechowywaniu sztuki (oprócz namiotu Emin, spłonęły też m.in. dzieła Damiena Hirsta, Sarah Lucas i Gary’ego Hume’a). Emin zadeklarowała, że nie ma zamiaru odtworzyć swojej instalacji, ponieważ jest ona zbyt osobista i zbyt powiązana z emocjami i inspiracją, jakie towarzyszyły jej 10 lat wcześniej, kiedy ją stworzyła.